# 1887 год в авиации
Список событий в авиации в 1887 году.

## События
- 19 августа — поднявшись на воздушном шаре, Дмитрий Менделеев совершил полёт для наблюдения полного солнечного затмения.

### Без точных дат
- В апреле 1887 года Константин Эдуардович Циолковский представил свой доклад «О возможности постройки металлического аэростата, способного изменять свой объём и даже складываться в плоскость» в московском Политехническом музее на заседании Физического отделения Общества любителей естествознания.
- Американский астроном и физик Самуэль Пирпонт Лэнгли начал свои эксперименты в области авиации — начал экспериментировать с моделями самолётов с резиномотором и планёрами.
- Французский фотограф Артур Батут разработал и выполнил фотосъёмку с помощью воздушного змея[1].

## Персоналии

### Родились
- 26 января — Марк Эндрю «Пит» Митшер, адмирал Военно-морского флота Соединённых Штатов, командир соединения авианосцев Fast Carrier Task Force на Тихоокеанском театре военных действий во второй половине Второй мировой войны (ум. 1947).
- 26 января — Михал Сципио дель Кампо, польский лётчик, «пионер» польской и российской авиации, инженер-металлург (ум. 1984).
- 24 февраля — Томас Шарп, английский лётчик-ас Первой мировой войны.
- 27 февраля — Пётр Никола́евич Не́стеров, русский военный лётчик, штабс-капитан. Основоположник высшего пилотажа (петля Нестерова). Погиб 8 сентября 1914 года в воздушном бою, впервые в практике боевой авиации применив таран.
- 19 апреля — Масленников, Борис Семёнович, один из первых российских авиаторов (диплом № 325 от 8 ноября 1910 года), талантливый изобретатель, предприниматель и организатор.
- 9 мая — Николай Михайлович Мельницкий, российский лётчик Первой мировой и Гражданской войны, спортсмен, входил в олимпийскую сборную России, серебряный призёр Олимпийских игр 1912 года в Стокгольме по стрельбе из пистолета (ум. 1965).
- 12 октября — Анатолий Константинович Тимофеев, российский военный лётчик, Клястицкий гусар, участник Первой мировой войны, кавалер ордена Святого Георгия IV класса (ум. 1985).
- 8 ноября — Михаил Павлович Строев (Рихтер), российский и советский военный деятель, один из создателей Рабоче-крестьянского Красного воздушного флота, генерал-майор авиации (1940), доцент (1934) (ум. 1961).
- 12 декабря — Софья Алексеевна Долгорукова, русский авиатор, одна из первых женщин-пилотов (ум. 1949).
- Малколм Гроу, американский военный хирург, в 1920-1930-х годах работал в качестве врача в американской авиации, создал авиамедицинскую лабораторию, занимался разработкой специальной одежды и снаряжения для лётчиков, которые позволили уменьшить количество обморожений и заболеваний (ум. 1960).